# Zamek w Myślenicach
Zamek w Myślenicach – ruiny średniowiecznego zamku w Myślenicach w województwie małopolskim. Z zamku pozostały jedynie porozrzucane na zboczu fragmenty kamiennej wieży z XIII/XIV wieku.
Zamek położony był w drugiej połowie XVI wieku w powiecie szczyrzyckim województwa krakowskiego.

## Położenie
Ruiny znajdują na prawym brzegu Raby, na występie zbocza góry Ukleiny zwanym Zamczysko (zamek w Myślenicach bywa również nazywany zamczyskiem w Myślenicach), na wysokości około 380 m n.p.m. W miejscu tym, odciętym od grzbietu góry dwoma rowami i usypanym wałem ziemnym, stała w średniowieczu potężna kamienna wieża o cylindrycznym kształcie; jej średnica zewnętrzna wynosiła 10,2 metra, a średnica wewnętrzna 2-2,5 metra. Obok wieży, od strony rzeki, znajdował się majdan o nieregularnym kształcie, o wymiarach około 11 metrów na 17 metrów. W którymś momencie dziejów wieża została wysadzona w powietrze; jej wielkie odłamy leżą rozrzucone na stokach góry i na majdanie, obecnie gęsto porośniętych drzewami.
Ruiny wraz z otoczeniem objęte są ochroną w rezerwacie krajobrazowym Zamczysko nad Rabą o powierzchni 1,35 ha.

## Historia
Dokumenty źródłowe nie podają, kto zbudował zamek w Myślenicach. Na podstawie danych archeologicznych przyjmuje się, że był wykorzystywany w XIII i XIV wieku. Pierwsza wzmianka o budowli pochodzi z 1342 r. i tekst ten opisuje komorę celną, w której pobierano opłaty od kupców przewożących towary traktem z Krakowa na Węgry. Zarządzających królewskim zamkiem burgrabiów wymieniają źródła pisane od 1399 roku. Przypuszczalnie była to strażnica usytuowana nad Rabą, pełniąca podobne funkcje jak zamek w Czchowie nad Dunajcem i zamek w Rytrze nad Popradem. W opracowaniach na temat Myślenic pojawiają się informacje o systemie umocnień znajdujących się w okolicy miasta, tzw. bronie myślenickiej; w skład tych umocnień, strzegących szlaku handlowego biegnącego z Krakowa na Węgry, wchodziły oprócz zamku na górze Uklejnie również mniejsze, podległe warownie, tzw. kustodie, m.in. w miejscowościach Osieczany i Stróża. W dolnym biegu Raby znajdował się także zamek w Dobczycach.
Na zamku gościł Mikołaj Rej, którego podejmował Spytek Wawrzyniec Jordan, poeta pisał tam swój Żywot człowieka poczciwego. Zamek znajdował się w ruinie już w XVI wieku. Okoliczności wysadzenia wieży w powietrze nie są znane.

## Badania
- 1957 - Gabriel Leńczyk z Muzeum Archeologicznego w Krakowie, badania sondażowe
- 2025 - Instytut Archeologii Uniwersytetu Jagiellońskiego